# 4 da Gang
4 da Gang è un singolo dei rapper statunitensi 42 Dugg e Roddy Ricch, pubblicato il 2 aprile 2021 come quarto estratto dal quarto mixtape di 42 Dugg Free Dem Boyz.

## Descrizione
Il brano è stato prodotto da TayTayMadeIt e campiona il singolo No One Like You degli Scorpions.

## Video musicale
Il video musicale ufficiale del brano è stato reso disponibile il 29 aprile 2021 sul canale YouTube di 42 Dugg.

## Tracce
Testi e musiche di Dion Hayes, Rodrick Moore, Jr. e Tavian Carter.
1. 4 da Gang (con Roddy Ricch) – 2:35

## Classifiche
| Classifica (2021) | Posizione massima |
| ----------------- | ----------------- |
| Canada            | 68                |
| Stati Uniti       | 67                |